# Nadkrwistość
Nadkrwistość, czerwienica, policytemia (łac. polycythemia) – zwiększenie masy krwinek czerwonych (RCM). Termin policytemia często jest stosowany zamiennie z terminem erytrocytemia, przy czym są to osobne pojęcia. W ścisłym znaczeniu policytemia jest zwiększeniem masy czy objętości erytrocytów niezależnie od innych elementów morfotycznych. Z kolei erytrocytemia jest wzrostem koncentracji erytrocytów, co laboratoryjnie może być mierzone jako wzrost liczby erytrocytów (RBC), wzrost hematokrytu (HCT) czy wzrost stężenia hemoglobiny (Hb), które zależą nie tylko od wzrostu masy krwinek czerwonych, ale również od spadku objętości osocza.
Ze względu na etiologię wyróżnia się czerwienicę prawdziwą będącą zespołem mieloproliferacyjnym oraz czerwienice wtórne wywołane niedokrwieniem lub nadmiernym wytwarzaniem erytropoetyny. Zarówno w czerwienicy prawdziwej jak i w czerwienicach wtórnych obserwuje się obiektywnie zwiększoną masę krwinek czerwonych. Z kolei w czerwienicach rzekomych obserwowany w morfologii wzrost hematokrytu, stężenia hemoglobiny czy liczby erytrocytów jest wtórny do zmniejszonej objętości osocza.